# 张生瑞宅院
张生瑞宅院，位于中国山西省晋中市平遥县平遥古城西南部上西门内的范家街3号（范家街东端，与沙巷街丁字路口西侧路北），现开设平遥云至客舍。
张生瑞为蔚泰厚票号掌柜。张生瑞旧居为典型传统风格的四合院，前后两进，占地面积1.13亩，布局严谨。正房为3孔窑洞。大门设于东南角巽位，院内各种砖、石、木雕，古朴优雅。
1994年12月28日，张生瑞宅院公布为平遥县文物保护单位。。